# Рядовка жовто-червона
Рядовка жовто-червона, рядовка червоніюча (Tricholomopsis rutilans) — вид грибів родини Трихоломові (Tricholomataceae). Сучасну біномінальну назву надано у 1939 році.

## Будова
Золотисто-жовта шапинка вкрита червонястими цяточками, що густішають до центру. Має розмір 8-15 см. З віком шапинка стає іржавого кольору. Оранжево-жовті пластинки не прилягають до ніжки. Ніжка — 8 см. Кільце чи вольва відсутня.

## Життєвий цикл
Плодові тіла з'являються у серпні — листопаді.

## Поширення та середовище існування
Сапротроф. Росте навколо хвойних пеньків та дерев'яних стовпів паркану.

## Практичне використання
Не їстівний.

## Галерея

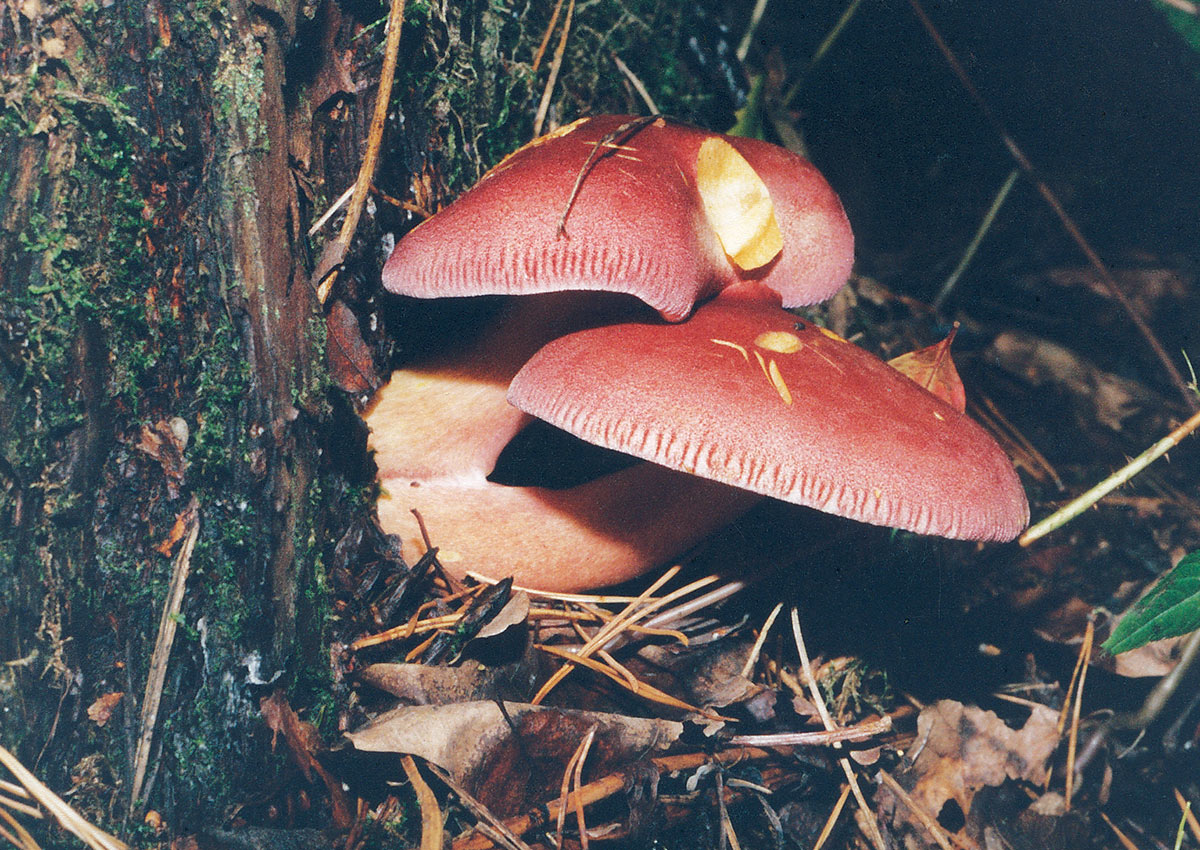
Tricholomopsis rutilans
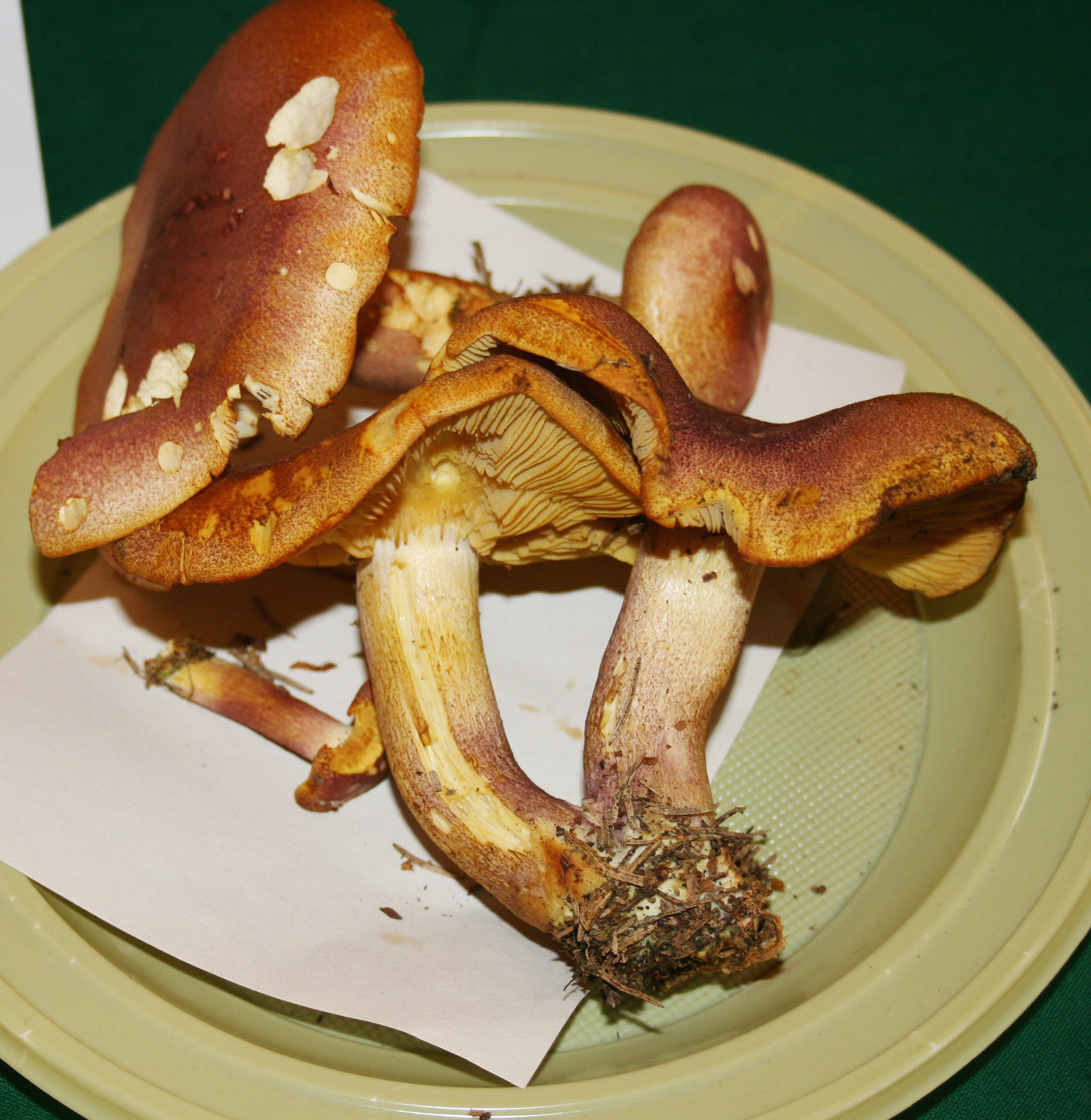
Tricholomopsis rutilans
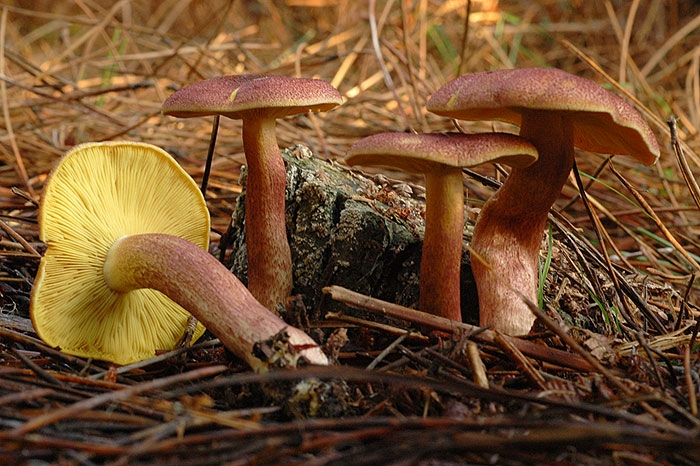
Tricholomopsis rutilans